# Густав Влахов
Густав Влахов (Истанбул, 18. септембар 1912 — Београд, 16. јануар 1991) био је учесник Великог отаџбинског рата и Народноослободилачке борбе, инжењер, дипломата и друштвено-политички радник СФР Југославије и СР Македоније.

## Биографија
Рођен је 18. септембра 1912. године у Истанбулу, као син револуционара Димитра Влахова. Путовао је заједно са оцем по Варни, Софији, Приштини, Одеси, Кијеву и Женеви. Основну школу завршио је у Варни 1923, а средњу школу у Бечу 1932. године. После тога је живео у Паризу, где је постао члан КП Француске (1933–1934).
Преко Лондона и Лењинграда стигао је у Москву 1935, где је уписао Војнохемијску академију. Након што му је отац стављен у једномесечни притвор 1938, био је искључен са академије, након чега је уписао Хемијско-технолошки факултет. Завршио га је у року од две године, после чега је радио као инжењер-технолог у московској фабрици.

### Други светски рат
Као члан Свесавезне комунистичке партије (бољшевика), након напада Немачке на СССР 1941, пријавио се као добровољац у Црвену армију. Као припадник Специјалног одреда за посебне задатке и политички заменик команданта Интернационалне бригаде Црвене армије, учествовао је у одбрани Москве.
Заједно са оцем отишао је, 5. октобра 1944, из Москве у Крајову, где су имали преговоре са Јосипом Брозом Титом и Трпешевим. После кратког боравка у Београду, Густав је 17. новембра 1944. отишао у Скопље. Тамо је наредних осам месеци вршио одговорне функције. Био је директор прве Партијске школе КП Македоније у Скопљу, члан Агитпропа и инструктор Централног комитета КПМ за скопску партијску организацију, те директор Централе за расподелу пољопривредних производа.

### Послератна каријера
Због размирица с македонским руководством, отишао је на рад у Београд, где је вршио многе функције:
- политички секретар у Кабинету Врховног команданта Оружаних снага ФНРЈ
- опуномоћени министар у Министарству спољних послова
- помоћник министра пољопривреде
- председник Комитета за социјално старање Владе ФНРЈ
- Савезни секретар за социјалну политику ФНРЈ
- шег Сталне делегације ФНРЈ у Европском бироу Организације уједињених нација (ОУН) у Женеви, од 1954. до 1956.
- амбасадор ФНР Југославије у Пакистану, од 1954. до 1957.
- амбасадор СФР Југославије у Мексику, од 1957. до 1964.
- опуномоћени у Хондурасу, од 1962. до 1965. и у Аустрији, од 1973. до 1977.
- члан Савезног извршног већа (СИВ)
- Савезни секретар за социјалну политику и рад СФРЈ
- Савезни скеретар за информације СФРЈ, од 1965. до 1967. године
- посланик (мај 1967) и потпредседник Савезне скупштине СФРЈ
- члан Савета федерације

Умро је 16. јануара 1991. у Београду.

## Публицистика и одликовања
Аутор је књига „На пресвртница. Како ја видов и доживеав 1948.“ (1990), „Пакистан, в очите ми, в срцето ми“ (1990) и биографске књиге о свом оцу, „Спомени за татко ми“ (1968).
Носилац је Партизанске споменице 1941. и других југословенских одликовања, међу којима су — Орден братства и јединства са златним венцем, Орден рада са црвеном заставом, Орден заслуга за народ са сребрним зрацима и др.